# Сельсько
Сельсько (пол. Sielsko, нім. Silligsdorf) — село в Польщі, у гміні Венґожино Лобезького повіту Західнопоморського воєводства.
Населення — 340 осіб (2011).

## Демографія
Демографічна структура станом на 31 березня 2011 року:
|          | Загалом | Допрацездатний вік | Працездатний вік | Постпрацездатний вік |
| -------- | ------- | ------------------ | ---------------- | -------------------- |
| Чоловіки | 165     | 29                 | 113              | 23                   |
| Жінки    | 175     | 32                 | 95               | 48                   |
| Разом    | 340     | 61                 | 208              | 71                   |